# Popillia discalis
Popillia discalis är en skalbaggsart som beskrevs av Walker 1859. Popillia discalis ingår i släktet Popillia och familjen Rutelidae. Inga underarter finns listade i Catalogue of Life.